# Style pseudo-gothique russe

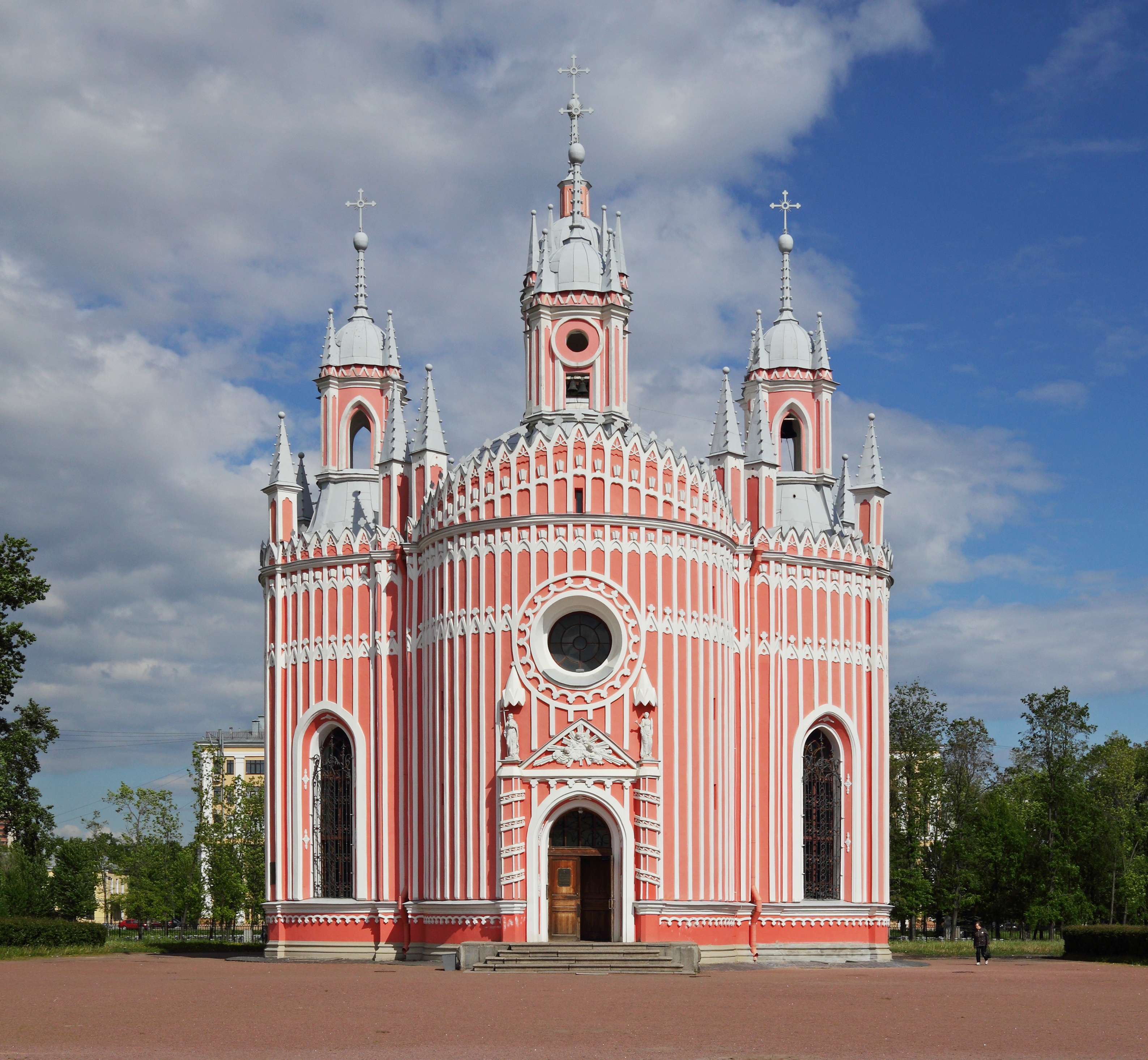
Église de Tchesmé (1777-80) est un exemple caractéristique d'une stylisation russe pseudo-gothique.

Le style pseudo-gothique russe, ou faux-gothique ou gothique russe ou encore néo-gothique russe est un courant préromantique dans l'architecture russe à l'époque de Catherine II, basé sur un mélange d'éléments de l'architecture gothique, du baroque de Moscou et de l'art grotesque. Après le mort de Catherine II, le développement du gothique russe s'est produit en parallèle avec celui du néo-gothique dans l'architecture de l'Europe occidentale, mais tout en restant différent de ce dernier aux traits authentiquement médiéval.

## Le pseudo-gothique de l'époque de Catherine II
On considère que le langage architectural gothique russe apparaît avec Vassili Bajenov pour la construction du Palais de Tsaritsyno (au début de 1776). Il se distingue là du gothique monochrome européen par l'utilisation généralisée de briques rouges associée à des détails en pierre blanche dans une combinaison qui rappelle les tours du Kremlin de Moscou et les églises du Baroque Narychkine. On peut encore rapprocher du style de ces édifices celui de l'église de l'icône de Vladimir de Bykovo qui est également l'œuvre de Vassili Bajenov, édifié dans le domaine de Bykovo à l'est de Moscou (1789).

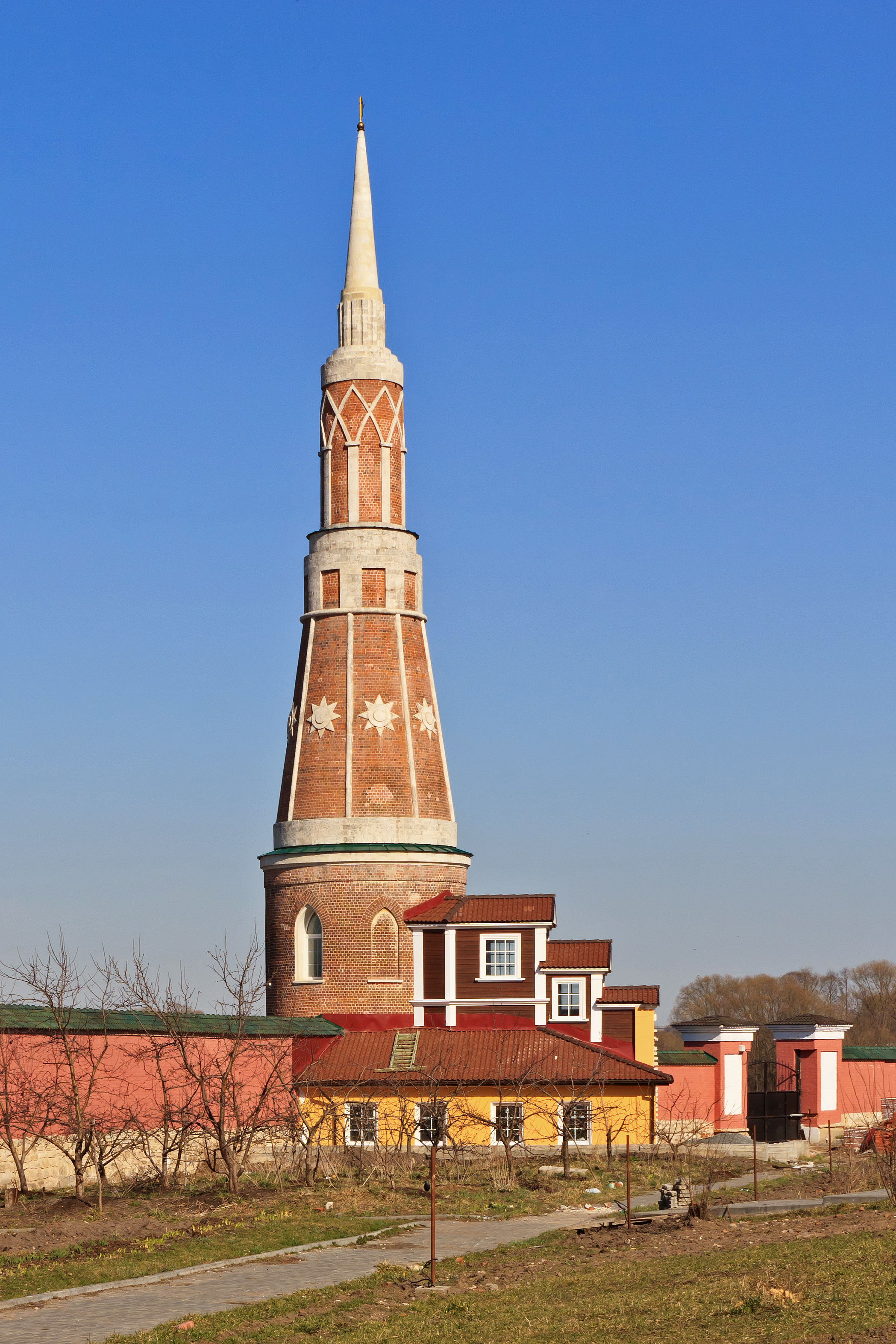
Tour du monastère Goloutvina (1778).
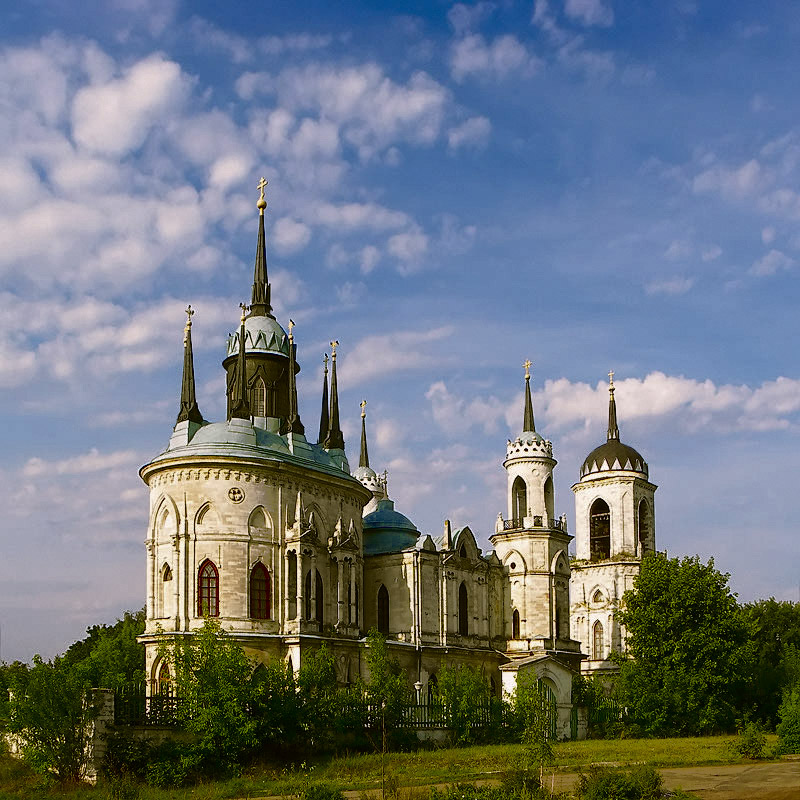
Église de l'icône de la Vierge de Vladimir à Bykovo.
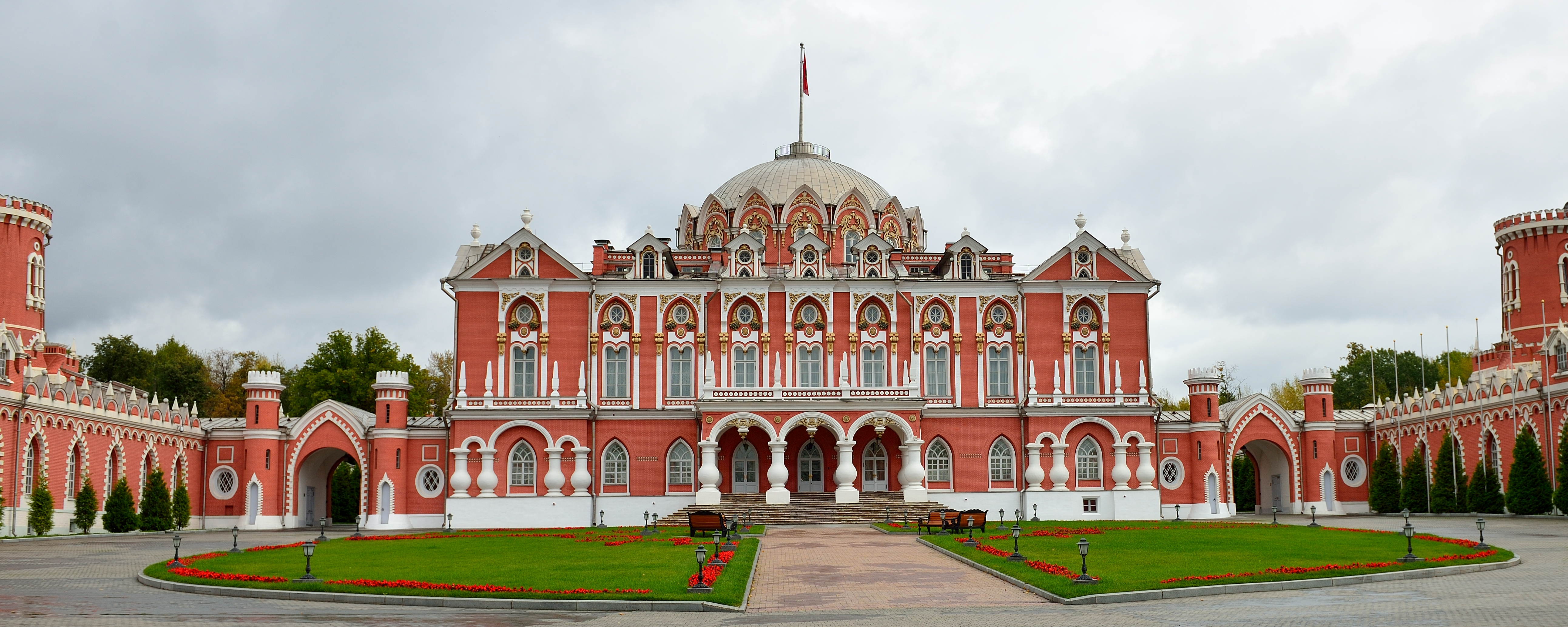
Palais-relais Petrovski.
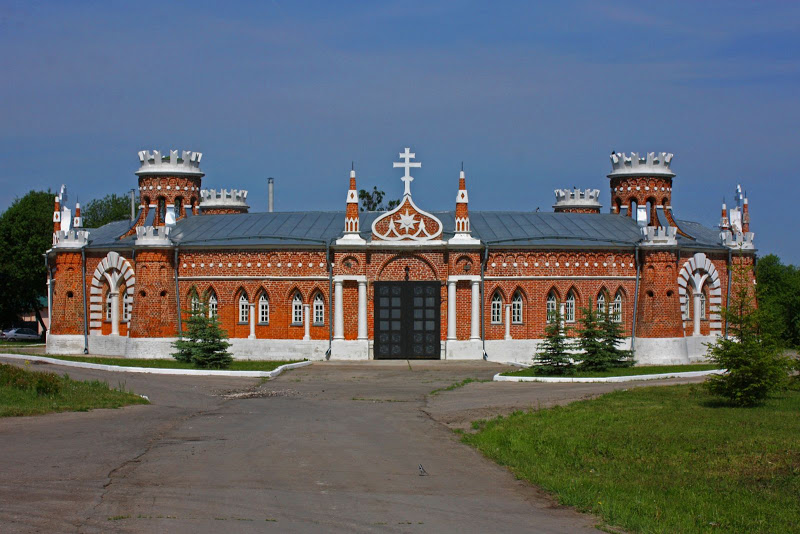
Le Manoir rouge, Krasnaïa ousadba, gouvernement de Riazan, (années 1780), stylisé comme un château miniature.

Plus tard, l'impératrice rejette les projets de Bajenov, mais les constructions se poursuivirent avec l'architecte Matveï Kazakov, qui réalise pour elle en style pseudo-gothique le « Palais Petrovski ». C'est à ses élèves Rodion Kazakov et Alexeï Bakarev, que l'on doit les premières tentatives d'application d'un décor gothique pour la restauration d'édifices de formes orthodoxes traditionnelles de l'église à croix inscrite : l'église cathédrale du monastère de la Conception (Monastère Zatchatevski) et la cathédrale Nikolski (Mojaïsk) (ru) à Mojaïsk. Vers la fin des années 1780, la mode du style gothique pénètre plus loin dans l'arrière pays russe et donne lieu à des interprétations inattendues dans les domaines du Gouvernement de Riazan comme « Le manoir rouge », l'église du signe dans le village de Vechalov.
À Saint-Pétersbourg, en même temps que les réalisations gothiques de Vassili Bajenov, apparaissent celles de Georg Friedrich Veldten : le Palais de Tchesmé et l'Église de Tchesmé. Ces édifices sont toutefois éloignés du baroque moscovite et plus proches du néo-gothique européen.

## À l'époque romantique
Avec l'accession au trône de Paul Ier, la stylisation d'esprit gothique connaît un nouvel élan. Ce tsar cherche à faire revivre en Russie les idéaux médiéval de la chevalerie, il dirige lui-même Ordre de Saint-Jean de Jérusalem. Il appelle ses résidences des « châteaux », même si elles relèvent plus de l'esthétique du classicisme. Parmi les édifices construits sous son règne le plus gothique est le prieuré hospitalier de Gatchina. Mais les aménagements de pavillons de jardins tel ceux de Gatchina, font davantage penser à des caprice architecturaux.

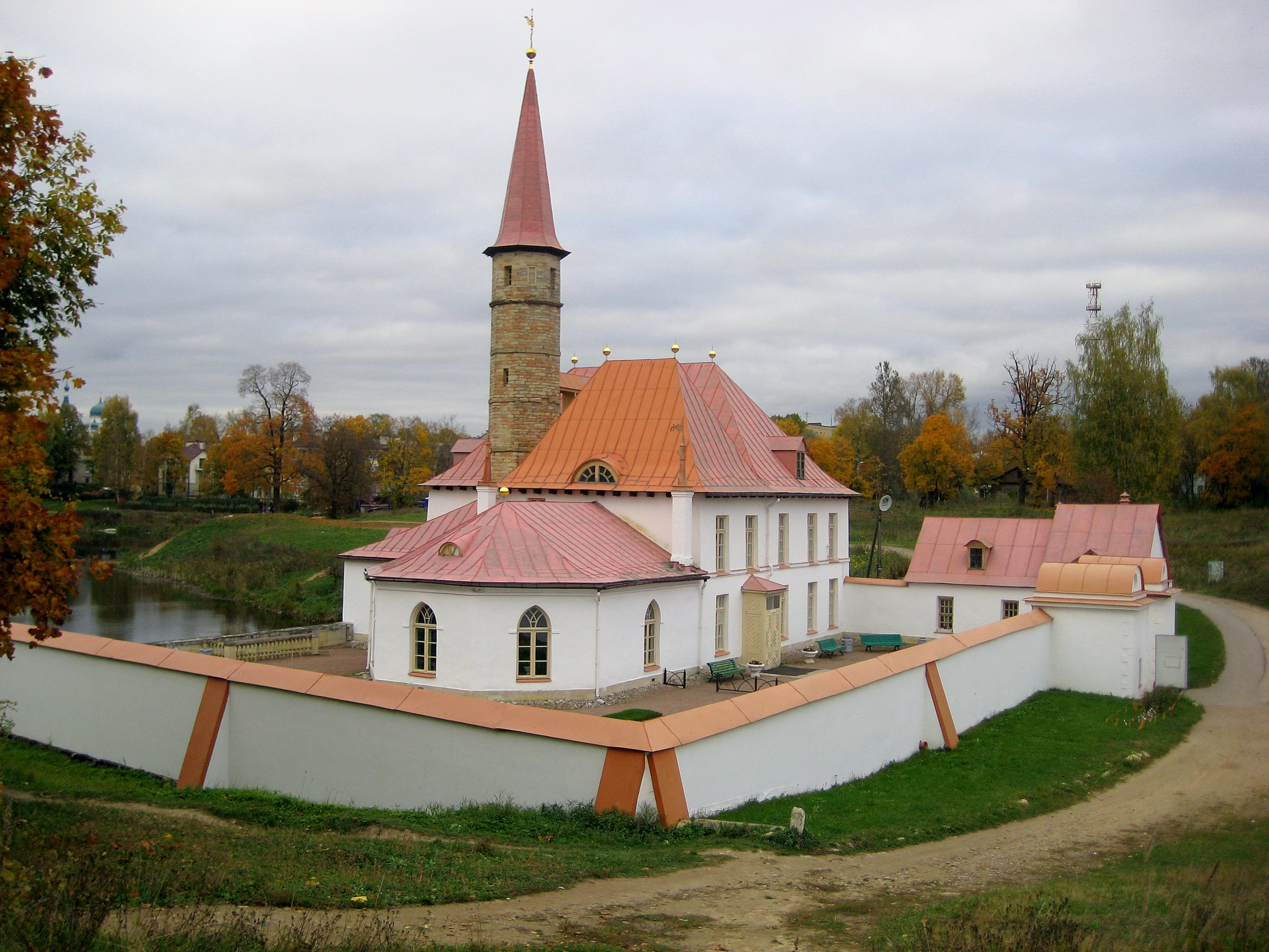
Palais du Prieuré à Gatchina.
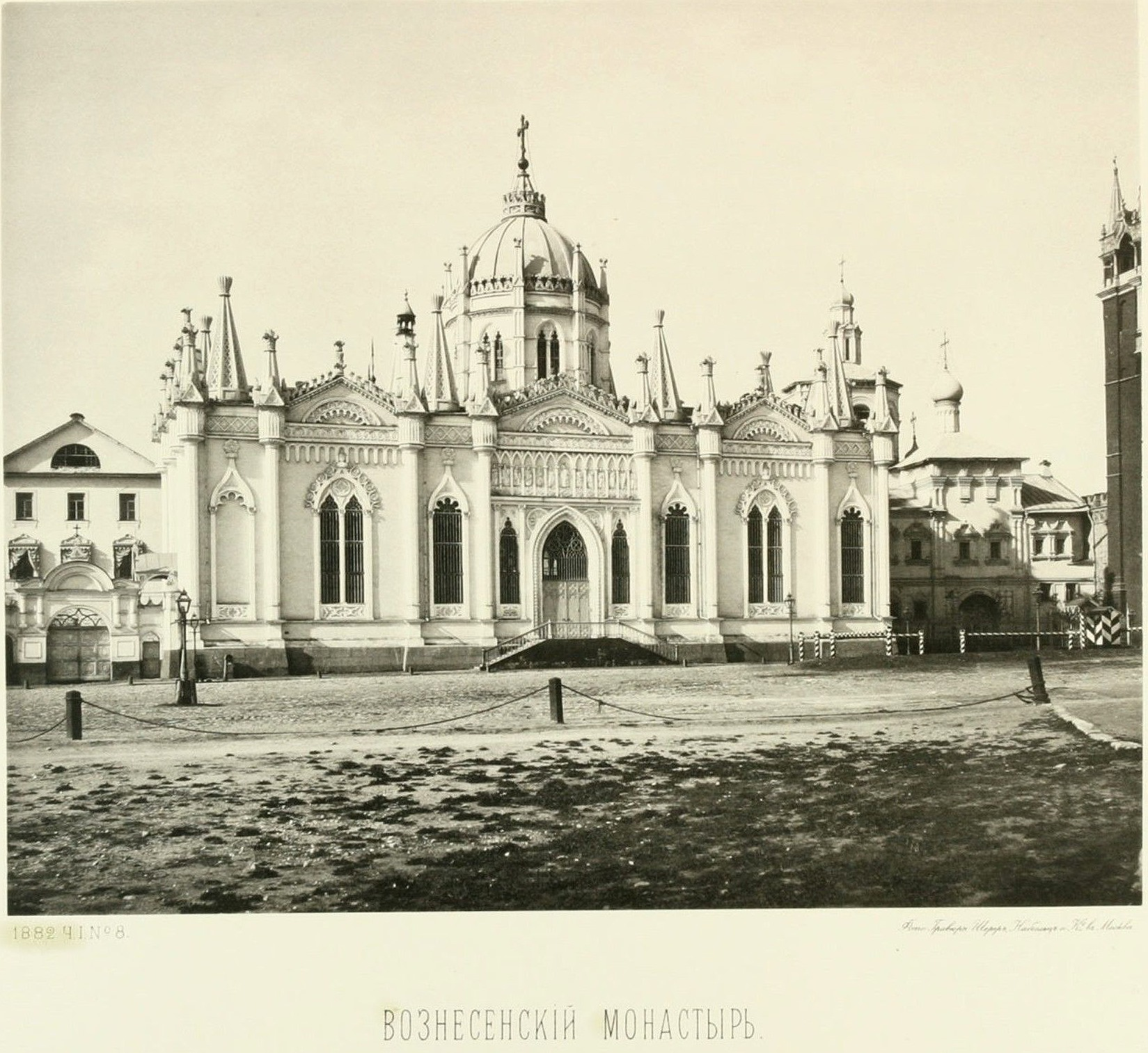
Église de l'impératrice Catherine au Kremlin de Moscou (1808-1818, Carlo Rossi). L'église Sainte-Catherine et le couvent de l'Ascension seront détruits en 1929.

Sous Alexandre Ier l'intérêt pour le gothique commence à dépasser le cercle de la cour du Tsar. Sur le plan littéraire, Vassili Joukovski fait connaître aux lecteurs russes ses effrayantes ballade d'esprit gothique, tandis qu'Alexandre Bestoujev chante en prose les joutes équestres des chevaliers, que lit avec passion la noblesse russe.
L'intérêt pour le Moyen Âge, qui est apparu en Europe occidentale, s'étend à la Russie dans le domaine de l'architecture: les ensembles architecturaux sont réalisés dans un esprit pseudo-gothique. Le Kremlin de Moscou est construit « à l'ancienne » avec les architectes italiens Luigi Rusca (en)(Tour Nikolskaïa, 1806) et Carlo Rossi (Église de l'impératrice Catherine (en), 1808).

## Évolution ultérieure
Le développement sous Nicolas Ier du nationalisme résumé par la formule « Orthodoxie, Autocratie, Nationalité » favorise certains architectes, parmi lesquels Constantin Thon, qui s'intéressent aux anciens motifs byzantins et russes plutôt qu'à ceux du Moyen Âge européen. Le style pseudo-gothique de Vassili Bajenov est d'une diffusion plutôt rare en Russie. Parmi les architectes qui ont poursuivi dans cette tradition on peut citer Mikhaïl Bykovski(1801-1885), qui a réalisé des ensembles pittoresques tels que ceux du « Domaine Marfino (ru) » dans la région de Moscou. Également l'architecte Viktor Mazyrine auteur des plans de la maison de rapport Frolov de la rue Baumanskaïa en 1909-1914.

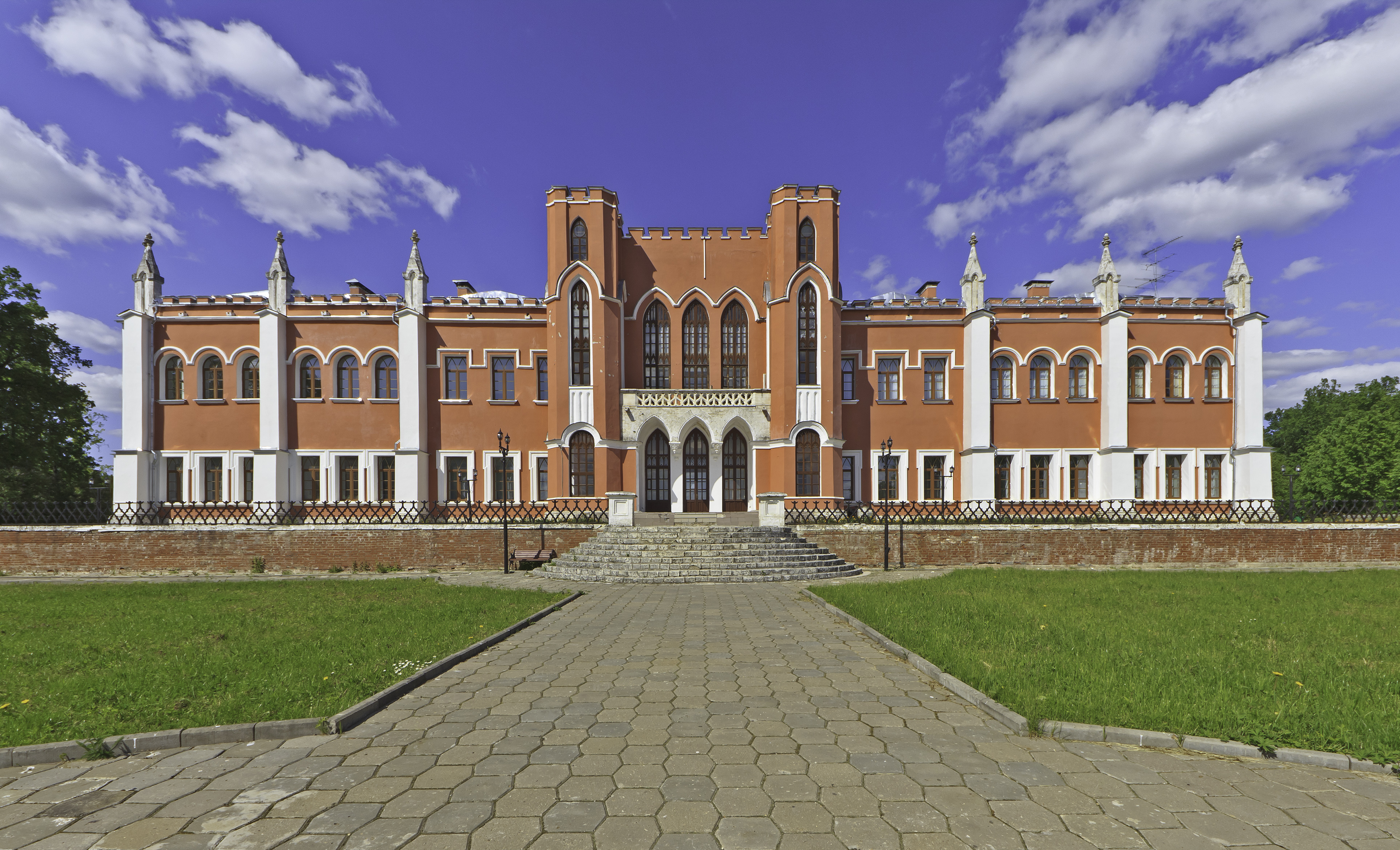
Domaine Marfino.
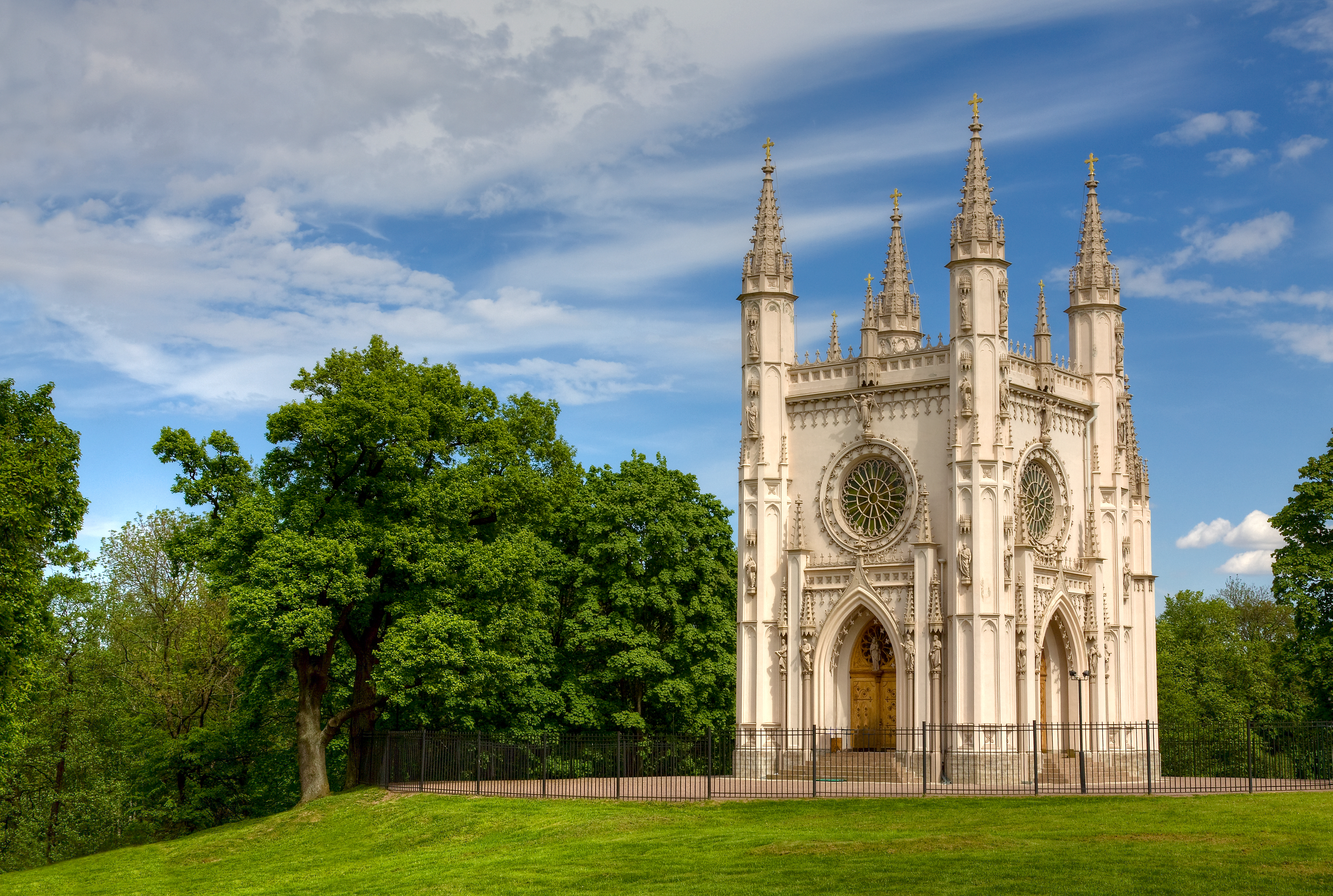
Chapelle Saint-Alexandre-Nevski de Peterhof.
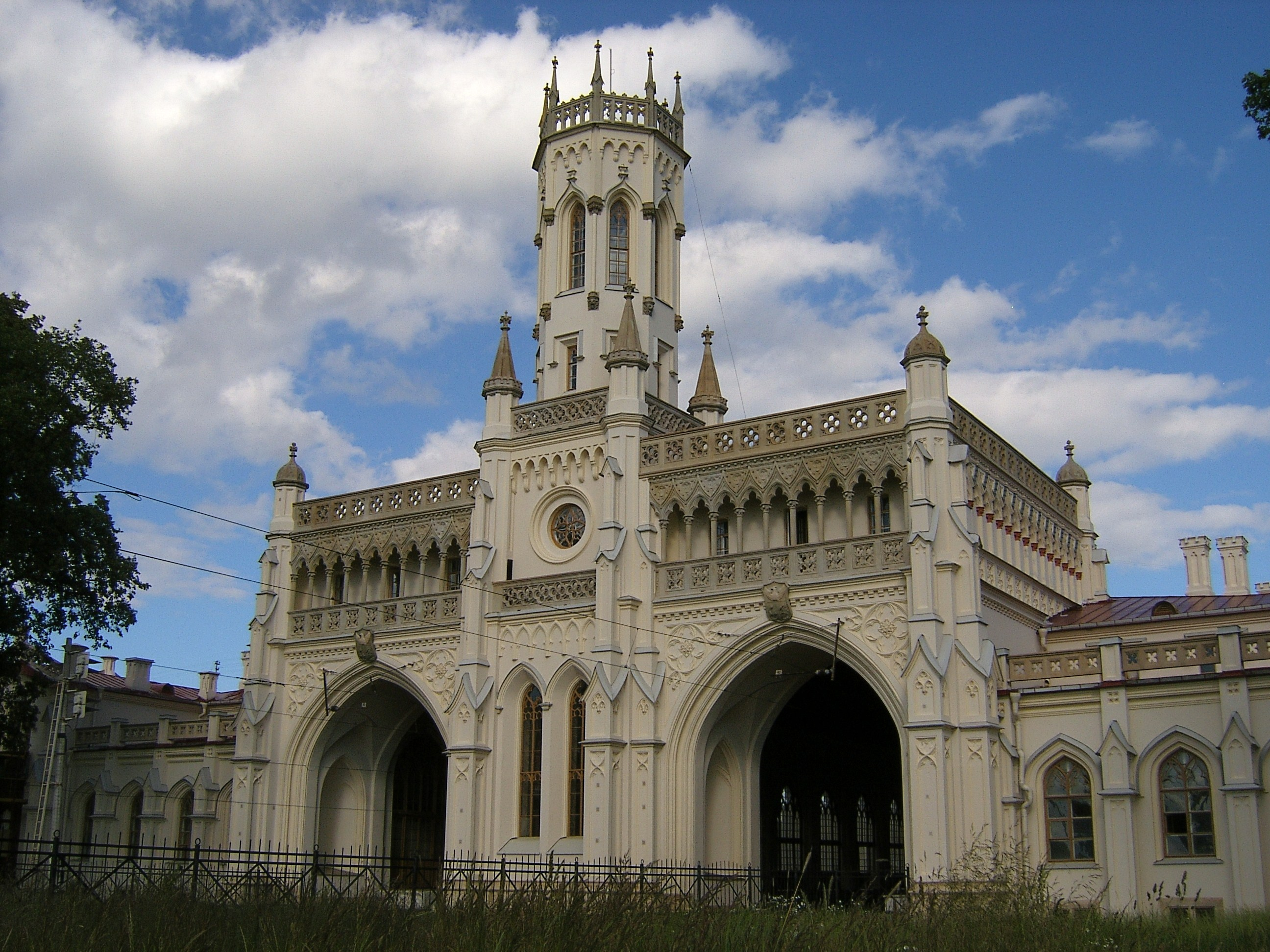
Nouvelle station de Peterhof.
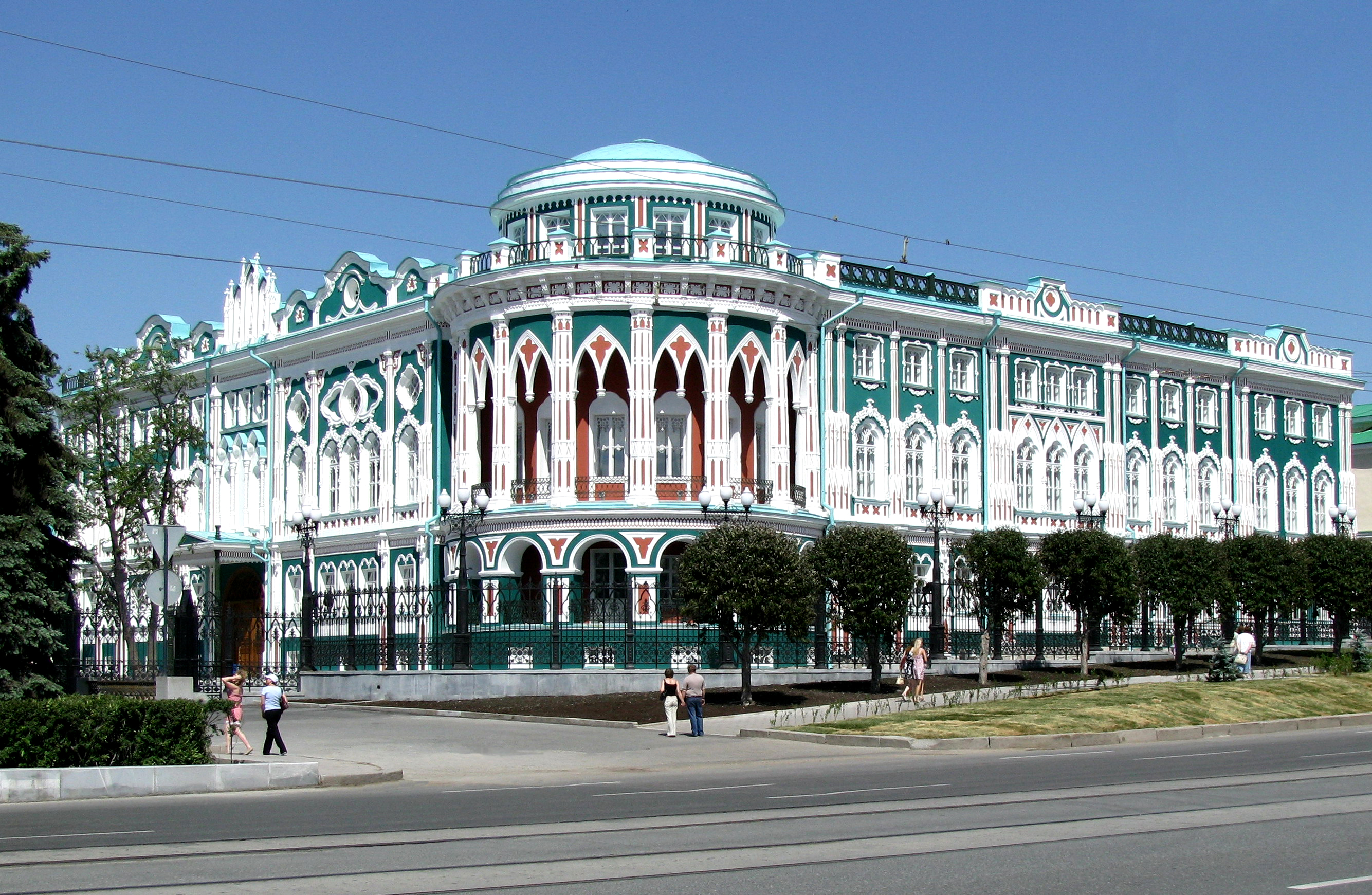
Maison Sevastianova à Iekaterinbourg (1860—1866), exemple de l'influence du pseudo-gothique de Vassili Bajenov sur la période de l'architecture éclectique en Russie.

Purgé de ses éléments russes, le style néo-gothique est soutenu par les choix de certains membres de la famille impériale sous l'impulsion de son impératrice d'ascendance prussienne Alexandra Feodorovna de Russie (épouse de Nicolas Ier). C'est pour elle, au Peterhof, qu'est construite la «chapelle Saint-Alexandre-Nevski de Peterhof» par l'éminent architecte prussien Karl Friedrich Schinkel. Parmi les architectes russes aux goûts pour le néogothique, on retrouve Nicolas Benois, qui a réalisé les écuries du Peterhof ainsi qu'une gare de fantaisie appelée « Nouveau Peterhof ». L'architecte français chef de file du renouveau Gothique Eugène Viollet-le-Duc était connue en Russie grâce à ses travaux sur Notre-Dame et au château de Pierrefonds, mais aussi par son "Dictionnaire Raisonné". En 1877 à la demande du gouvernement de la Russie il écrit "L'Art Russe et son devenir", livre qui aura une forte influence sur les architectes russes comme Franz Schechtel architecte moscovite qui dans les années 1890,   réalise plusieurs projets de style gothique parmi lesquels celui de la maison de Sidonie Morozova épouse de Savva Morozov rue Spiridonovka, et sa propre maison d'architecte dans l'impasse Ermolaevski.

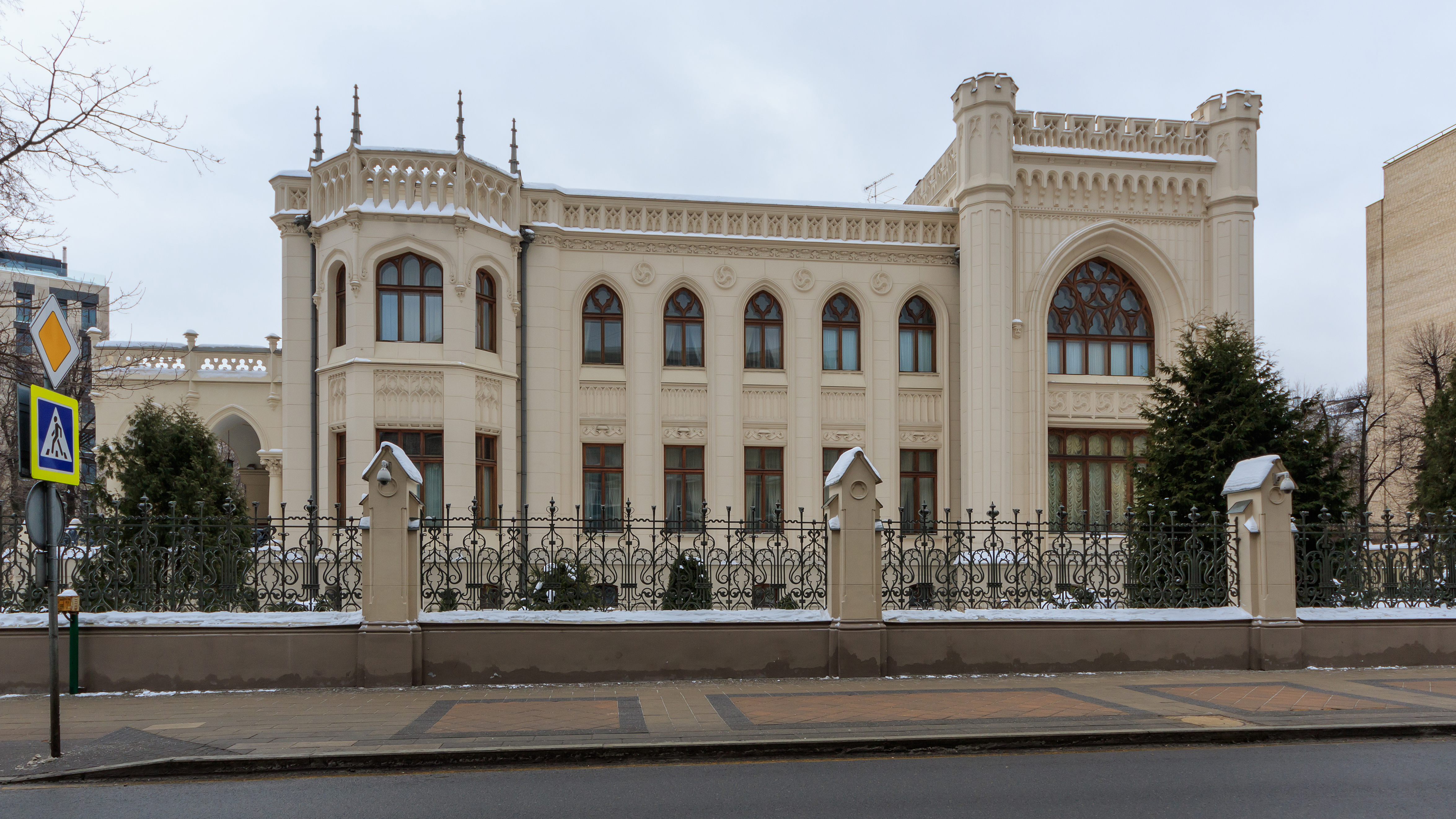
Maison de l'épouse de Savva Morozov Sidonia Morozova : 17 Spiridonovka, Moscou.
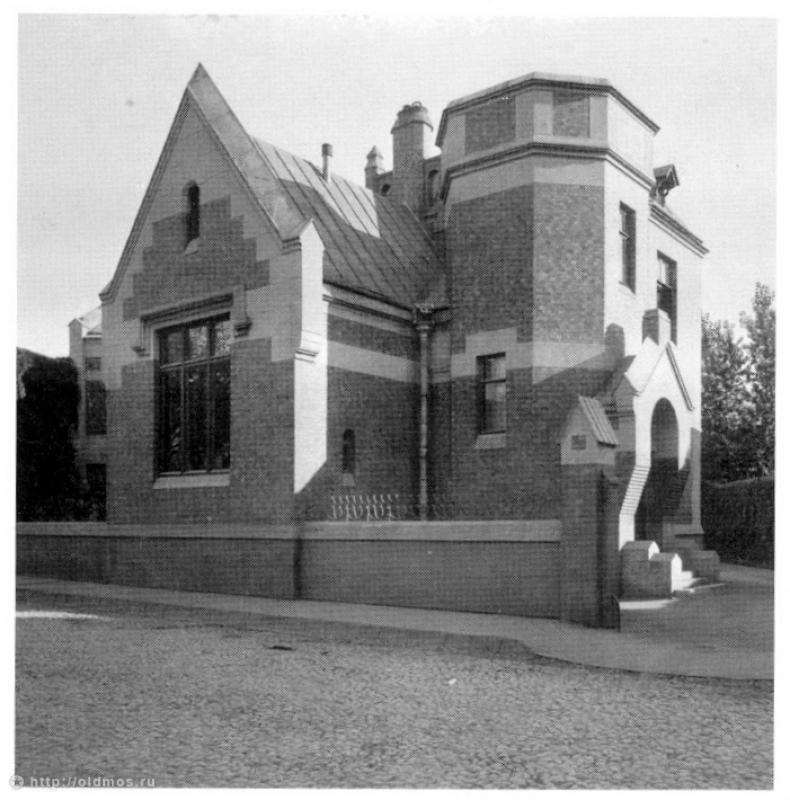
Maison de F. Schechtel, impasse Ermolaevski à Moscou (1910).
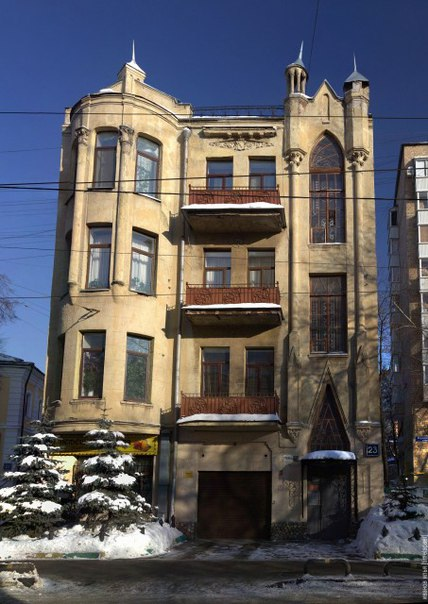
Maison de rapport Frolov,Rue Baumanskaïa no 23 Moscou (1910-1914)